# 中國錢包
中國錢包支付集團有限公司，（英語：China e-Wallet Payment Group Limited，港交所：0802），簡稱為中國錢包支付集團、中國錢包支付和中國錢包，是一間電腦軟件公司，開發生物辨識及認證技術應用，成品如香港入境處的E道。前身為「宏霸數碼集團（控股）有限公司」。
宏霸數碼集團成立於1999年，投資者包括龔如心和香港前風水師陳振聰。於2004年在倫敦證券交易所另類投資市場上市。頭條網更稱之為業內的龍頭。
2009年2月10日，宏霸數碼集團於香港交易所上市，公司註冊地在百慕達，前主席是朱偉民，核數師是國衛會計師事務所。根據上市文件指出，最大的單一股東是Veron International Limited，Veron International是己故富商龔如心其下的遺產之一。

## 業務發展
2017年12月中國錢包發出公告, 宣佈與Alipay Payment 訂立協議, 推廣支付寶服務。根據協議, 中國錢包會在香港推廣支付寶服務。